# Whitby Gothic Weekend

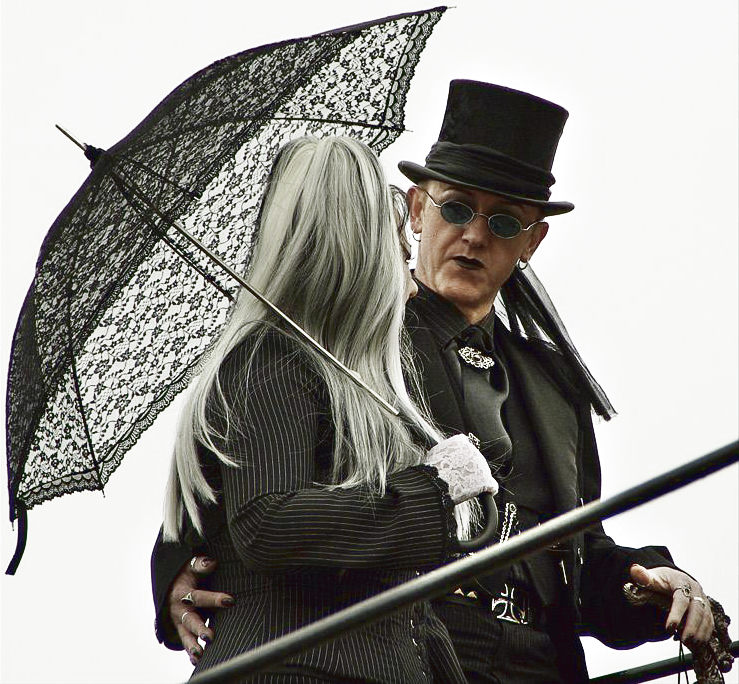
Відвідувачі Whitby Gothic Weekend, 2007 рік

Whitby Gothic Weekend (Вітбі Го́тик Вікенд, іноді використовується абревіатура WGW) — фестиваль представників готичної субкультури, що проводиться двічі на рік у місті Вітбі (Північний Йоркшир, Велика Британія). Вважається одним з найпрестижніших і найкраще організованих готичних фестивалів у світі.

## Історія створення фестивалю
Фестиваль був вперше організований у 1994 році Джо Гемпширом, який вирішив зібрати разом своїх друзів по листуванню. Вітбі він обрав місцем зустрічі через «зв'язок» міста з Дракулою. Згодом захід став традиційним, почав залучати значно більшу аудиторію і став проводитися вже двічі на рік — у квітні і жовтні.
Незважаючи на свою назву (weekend перекладається як «вихідні»), фестиваль може тривати чотири-п'ять днів. Крім виступів готичних гуртів, проводяться різні вечірки і розпродажі. У неділю влаштовується традиційний благодійний футбольний матч між командами готів і місцевих журналістів з газети Whitby Gazette; також організовуються змагання з гольфу і жартівливі конкурси. Фестиваль позиціюється як престижний і в чомусь навіть консервативний, від його відвідувачів чекають «витонченості і смаку» в одязі й поведінці.
Захід відвідують в основному британські готи, але також він приваблює іноземних представників субкультури загальною чисельністю близько двох тисяч. Фестиваль приносить істотний прибуток Вітбі, а його проведення стало поштовхом до розвитку в місті приватного бізнесу (переважно готельного і ресторанного). Жовтневий фестиваль 2007 року був організований у пам'ять про Софі Ланкастер, убитої вуличними хуліганами за свою приналежність до готичної субкультури; на зібрані кошти в місті був встановлений пам'ятник дівчині.